# San Sebastiano da Po
San Sebastiano da Po (San Bastian da Pò in piemontese) è un comune italiano di 1 886 abitanti della città metropolitana di Torino in Piemonte.

## Geografia fisica
Il territorio comunale di San Sebastiano comprende lo sbocco della valletta del torrente Leona sulla pianura padana. Il fondovalle scende al di sotto dei 200 metri di quota, mentre le colline ai due lati del torrente raggiungono i 400 metri circa. Al comune appartiene anche una piccola area collocata in sinistra idrografica del fiume Po.

## Storia
Notizie certe su San Sebastiano, probabilmente già esistente dall'XI secolo, emergono da un documento del 1278. Essa era allora una terra coerente con quella di Radicata, ma comunque distinta e successivamente la prima assorbì Radicata. La storia di San Sebastiano è legata a quella di Cocconato anche perché da questa località ha tratto origine la famiglia dei conti di Radicata. La località appartenne al marchesato di Monferrato prima sotto la dinastia aleramica sino al 1305, poi sotto quella dei Paleologi sino al 1533 ed infine dei Gonzaga dal 1536 al 1631. Al termine della guerra di successione di Mantova e del Monferrato, con il trattato di Cherasco, San Sebastiano assieme ad altre comunità della sponda destra del Po venne infeudato al ducato di Savoia.
Il porto sul Po di San Sebastiano (il fiume allora scorreva ai piedi delle colline e solo dopo l'erezione degli argini fu costretto a seguire il corso attuale) era il medesimo che utilizzava Radicata. Nel documento sopra citato risulta che Radicata era un feudo del comune di Chivasso, allora capitale del Monferrato e i chivassesi godevano del privilegio di esenzione dal pedaggio sul traghetto.
San Sebastiano era una terra mediata sottoposta cioè alla giurisdizione di un vassallo del marchese del Monferrato. Per molto tempo furono signori assoluti di San Sebastiano i conti Radicati del consorzio feudale di Cocconato. Il XIII secolo è il periodo della nascita dei comuni: non si conosce quando questa istituzione abbia interessato San Sebastiano, ma certamente non è mai stato un comune libero. Nel 1604 i Radicati possedevano ancora buona parte della giurisdizione, ma dovevano già spartirla con altri nove consignori.
Il XVI secolo fu caratterizzato dalle guerre tra la Francia di Francesco I e la Spagna di Carlo V per la supremazia in Europa. Dopo la morte del marchese Gian Giorgio, ultimo discendente della dinastia dei Paleologi, avvenuta senza eredi legittimi nel 1533, il marchesato di Monferrato rimase sotto la giurisdizione dell'imperatore Carlo V e nel 1536 esso lo concesse in feudo al duca di Mantova Federico II Gonzaga, cosicché il marchesato di Monferrato perse la sua autonomia politica, economica e culturale. La situazione peggiorò ulteriormente quando, nel contesto delle guerre tra la Francia e la Spagna, le truppe di Francesco I invasero nel 1536 buona parte del Piemonte sabaudo e del Monferrato. Le terre occupate dai francesi furono annesse al regno di Francia e anche San Sebastiano subì la stessa sorte, rendendo un primo omaggio di fedeltà al re Francesco I nel 1538 e poi il primo aprile del 1539. Con la pace di Cateau Cambrésis del 1559 si conclusero le guerre che avevano devastato quasi tutto il territorio piemontese.
San Sebastiano confinava con Piazzo, allora comune, con Lauriano, Verolengo, Chivasso, Castagneto e Casalborgone. Chivasso e Casalborgone dipendevano dai duchi di Savoia; San Sebastiano era quindi terra di confine tra lo stato monferrino e quello sabaudo.
La vita della comunità di San Sebastiano era regolata dalle norme statutarie e dalle delibere consiliari. Gli statuti erano l'insieme delle regole che la comunità si era dato, con l'approvazione dei consignori del luogo e con l'assenso del marchese di Monferrato.
Dal 1540 a tutto il 1556 alcune riunioni del consiglio comunale si tennero nella chiesa o cappella della Beata Vergine Maria, altre nella chiesa parrocchiale e altre ancora in casa di privati. Dal 9 gennaio 1557 al 1590, ultimo periodo consultato, le congregazioni del consiglio si tennero nella casa del comune solita. La comunità si era dotata di un locale in cui congregare il consiglio. Nel luogo in cui si riuniva il consiglio si amministrava anche la giustizia, vi era il banco della ragione.
Il consiglio comunale era composto dal podestà, 2 consoli, 11 consiglieri e dal notaio.
Il podestà rappresentava gli interessi di tutta la comunità e aveva la giurisdizione su tutto il territorio, era quindi anche giudice in grado di applicare le leggi statutarie, di emettere le sentenze e di farle eseguire. L'appello era riservato al marchese.
Il consiglio non si poteva riunire senza la presenza del podestà il quale poteva delegare un luogotenente. Secondo gli statuti il podestà  doveva restare in carica un anno, ma dai verbali delle delibere consiliari, si è constatato che l'incarico era ripartito tra i consignori per un periodo di tre, quattro mesi e anche meno. I consoli duravano in carica sei mesi; essi erano responsabili dell'applicazione delle delibere, garantivano l'osservanza degli statuti e proponevano gli argomenti che poi venivano discussi in consiglio. I consoli erano il punto di riferimento della comunità. I consiglieri erano eletti tra i capi famiglia della comunità, erano persone credenti. Cioè di fede, oneste. Potevano delegare un familiare a rappresentarli in consiglio. Il notaio redigeva il verbale delle riunioni del consiglio e, alla presenza di due testimoni, autenticava con la sua firma il testo del verbale.
Tra i membri del consiglio, ogni sei mesi, venivano eletti:
2 estimatori, in genere i consoli della passata gestione;
2 rasonatori, i controllori dei conti;
2 terminatori, i verificatori dei confini tra i proprietari della comunità e i comuni confinanti;
2 visitatori, in alcuni verbali indicati come visitatori di differenze.
Altri incarichi detti offici, venivano posti all'incanto. Partecipavano all'asta sia i membri del consiglio sia altre persone della comunità. Vinceva l'incanto chi, durante il tempo di consumazione di una candela o parte di essa, faceva l'offerta più conveniente per la comunità. Venivano così assegnati:
1. L'officio della chiavaria e della scrivandaria.
Il chiavaro era il cassiere e l'esattore, colui che teneva le chiavi della cassa comunale. Durava in carica sei mesi. Suoi compiti erano: esigere le taglie e gli affitti; scegliere lo scrivano e pagarlo (in genere lo scrivano era il notaio che partecipava alle riunioni del consiglio);
sgravare il consiglio da ogni pena o danno derivanti da sue negligenze;
portare a Casale il denaro dell'ordinario ducale, dell'esazione delle taglie, dei donativi delle imposizioni ducali ecc., il tutto a sue spese; poteva avvalersi sui renitenti;
doveva nominare una segurtà ossia un garante, un fidejussore in grado di svolgere tutti gli impegni del chiavaro.
Duravano invece un anno: l'officio del messaggio, ossia il messo comunale che poteva essere pagato in natura con una certa quantità di frumento per ogni famiglia; suo compito era quello di pubblicare ad alta ed intellegibile voce, tutte quelle notizie che dovevano essere note alla comunità. Generalmente le pubblicazioni avvenivano sulla piazza dopo la messa o il vespro; l'officio del sotterratore e quello della camparia che erano retribuiti con un coppo di frumento per ogni lira di registro: il camparo era preposto al controllo delle colture dei campi, della vite, dei boschi; ultimo era l'officio dei bandi campestri.
Strumento indispensabile per l'amministrazione della comunità era il catasto: esso rappresentava la somma dei valori di estimo dei beni allodiali, liberi cioè da vincoli feudali, che ogni proprietario denunciava sotto giuramento. Le proprietà erano definite in base al tipo di coltura praticato, alla località, alle coerenze ed alla superficie e valutate in base al valore di estimo di una giornata tipo. La somma degli estimi di tutti i possedimenti determinava il registro di ogni proprietario. Il catasto della comunità ammontava, nel 1562, a 1074 soldi, e 5 denari e 1/2. Stabilita la somma che il comune doveva imporre alla comunità, bastava dividere tale somma per l'ammontare dei soldi di estimo catastale e dal valore imponibile unitario, così ottenuto, era facile imporre le taglie in funzione dei soldi di registro dei singoli proprietari. Ovviamente il catasto doveva essere costantemente aggiornato.
Anche i consignori e il clero denunciavano al catasto le proprietà, ma solo quelle il cui possesso era avvenuto dopo l'infeudazione in seguito ad acquisti, donazioni, successioni ecc. Una parte dei beni allodiali, così acquisiti venivano denunciati come beni immuni sottraendoli alla tassazione. Vittorio Amedeo II verso la fine del Seicento, impose la perequazione fiscale con l'obbligo di presentare la documentazione originale di tutte le proprietà.
La comunità doveva essere autosufficiente sotto ogni aspetto; amministrativo, economico, sanitario, ecc. e la popolazione era costretta a sopravvivere con quanto prodotto dalla coltivazione dei loro campi e dal ricavato della vendita del vino e di poche altre derrate. Non era prevista alcuna forma di sussidio né dal governo centrale né dai consignori; anzi la comunità era tenuta al pagamento dell'ordinario annuo di 480 scudi d'oro alle casse statali e altri 80 fiorini ai consignori. Le entrate, quasi inesistenti, erano originate dalla vendita di legname e dall'affitto dei terreni comunali. Il pedaggio del traghetto era suddiviso tra i consignori mentre i proventi del dazio sia per il trasporto di merci via terra che sul fiume erano introitati dalla camera ducale. Le uscite invece, frequenti e assai elevate, costringevano l'amministrazione comunale ad imporre taglie, in certi periodi, quasi ogni mese, e quando il ricavato delle taglie non era sufficiente si richiedevano dilazioni di pagamento o si ricorreva a prestiti.
Le voci di spesa più elevate erano dovute ai donativi che le comunità monferrine versavano alle casse dei Gonzaga per matrimoni e doti dei membri della famiglia; nel 1580 San Sebastiano venne tassato per 788 scudi d'oro per la dote della figlia di Guglielmo e nel 1589 per 852 scudi d'oro per la dote della sorella di Vincenzo I. Sovente erano richiesti operai per la manutenzione del presidio di Verolengo, notevole fu la presenza di guastatori per la costruzione della cittadella di Casale tra il 1590 e il 1595. Era compito della comunità provvedere alla milizia civica, alla manutenzione delle strade dei ponti e dei guadi, all'alloggiamento e al vitto per le truppe in transito e in sosta durante i quartieri d'inverno.
Pochissime erano le persone in grado di leggere e scrivere, l'istruzione di massa proprio non esisteva. Il barbiere suppliva alla carenza del medico con il compito di «...sagnare, ventosare, tondere et accorzar barbe et incidere altri mali». Il suo lavoro era retribuito in natura con un coppo di grano per ogni fuoco o di legumi per i nuclei familiari più miseri.
La popolazione sansebastianese era dedita esclusivamente all'agricoltura, non esisteva altra attività né artigianale né commerciale fatto salvo qualche piccolo commercio di vino.
Nel XVI secolo la terra di San Sebastiano era ancora circondata dalle mura ormai cadenti e da un fosso, un piccolo vallo. L'ingresso al borgo avveniva attraverso due porte, una rivolta a mezzogiorno e l'altra detta la porta nova rivolta a Nord. Esisteva un recetto, si trattava forse di un locale o poco più in cui ricoverare le granaglie in caso di emergenza. Il forno comunale non più utilizzato in quanto molte famiglie si erano trasferite nelle borgate, era caduto in rovina. Nella parte più elevata del borgo esisteva una torre, un vecchio castello, demolito poi nel '700 per costruire l'attuale palazzo, e una chiesetta, intitolata a San Sebastiano. La chiesa parrocchiale era posta sulla piazza.
Vi furono ancora guerre all'inizio del Seicento, le due guerre monferrine, la peste del 1628 e del 1631, della quale non si hanno riscontri. La guerra di successione spagnola arrecò molti danni alla comunità durante gli assedi di Verrua e di Chivasso nel 1705. Nella relazione Sicco del 1753 si contavano 240 capi di famiglia «de quali se ne ponno numerar quaranta per commodi, secondo lo stato, qualità e condizione loro, cento per meno commodi, e altri cento per poveri, tutto che questi tengano ancora qualche beni, per altro il reddito d'essi non è sufficiente per mantenerli, convenendo loro di andar giornaliando, e di cercarsi altrove il vivere per il restante dell'anno. Il maestro di scuola di detta comunità elletto, e stipendiato è il Sig. D. Pietro Paolo rettore della città di Cuneo dalla Regia Università  admesso per simile esercizio.
Non vi è medico ivi, ne tampoco vi sono speziali, vi sono però due cerusici, il Sig. Pietro Bonfante, e il Sig. Domenico Castelli nativi.».

## Società

### Evoluzione demografica
Abitanti censiti

## Cultura

### Biblioteca
La biblioteca venne fondata nel 1990 da Gualtiero Rizzi, all'anagrafe noto come "Giuseppe", uomo di cultura, ex direttore del Teatro Stabile di Torino e studioso di storia piemontese. Grazie alla sua attività precedente organizzò all'interno della biblioteca i "Randevò a la Vila", incontri in cui si trattava di storia locale. In seguito alla sua morte, avvenuta nella cittadina, la biblioteca venne a lui nominata.
Dal 2010 ha sede nell'ex Stazione Ferroviaria, e fa parte del sistema SBAM. Ha forti legami con il complesso scolastico locale.

## Infrastrutture e trasporti

### Strade

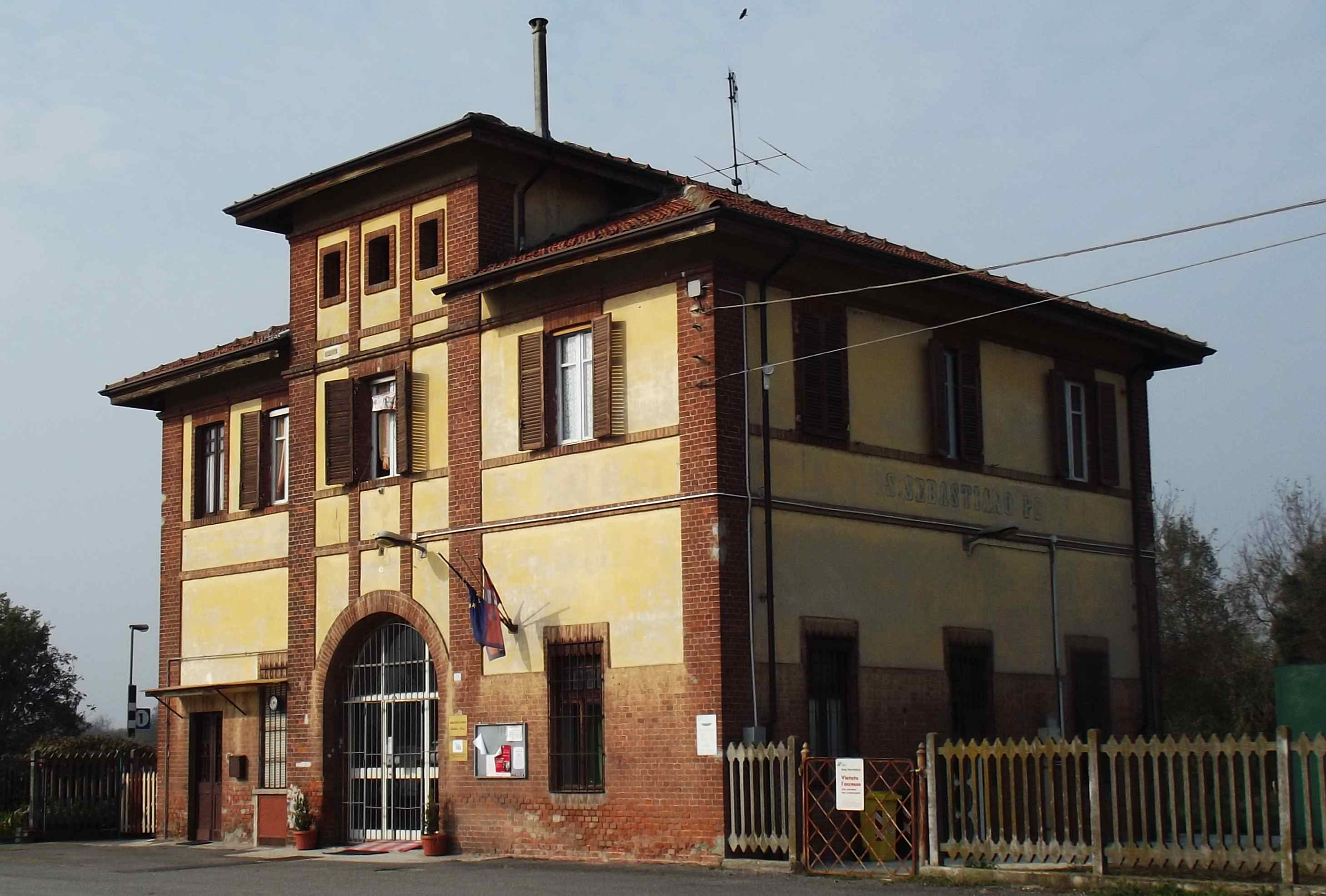
La stazione ferroviaria

San Sebastiano Po è posta lungo la ex strada statale 590 della Val Cerrina e dall'abitato  (frazione Caserma) origina la ex strada statale 458 di Casalborgone

### Ferrovie e tranvie
La stazione di San Sebastiano da Po, attiva fra il 1912 e il 2011, era posta lungo la cessata ferrovia Chivasso-Asti.
Tra il 1883 e il 1949 il comune ospitò altresì una fermata della tranvia Torino-Chivasso/Brusasco denominata Caserma-S. Sebastiano Po.

## Amministrazione
| Periodo | Periodo   | Primo cittadino      | Partito      | Carica  | Note |
| ------- | --------- | -------------------- | ------------ | ------- | ---- |
|         | 1990      | Mario Bonfante       | lista civica | Sindaco |      |
| 1990    | 2004      | Giuseppe Bava        | lista civica | Sindaco |      |
| 2004    | 2009      | Paolina Cunetta      | lista civica | Sindaco |      |
| 2009    | 2014      | Laura Luigina Birolo | lista civica | Sindaco |      |
| 2014    | in carica | Giuseppe Bava        | lista civica | Sindaco |      |

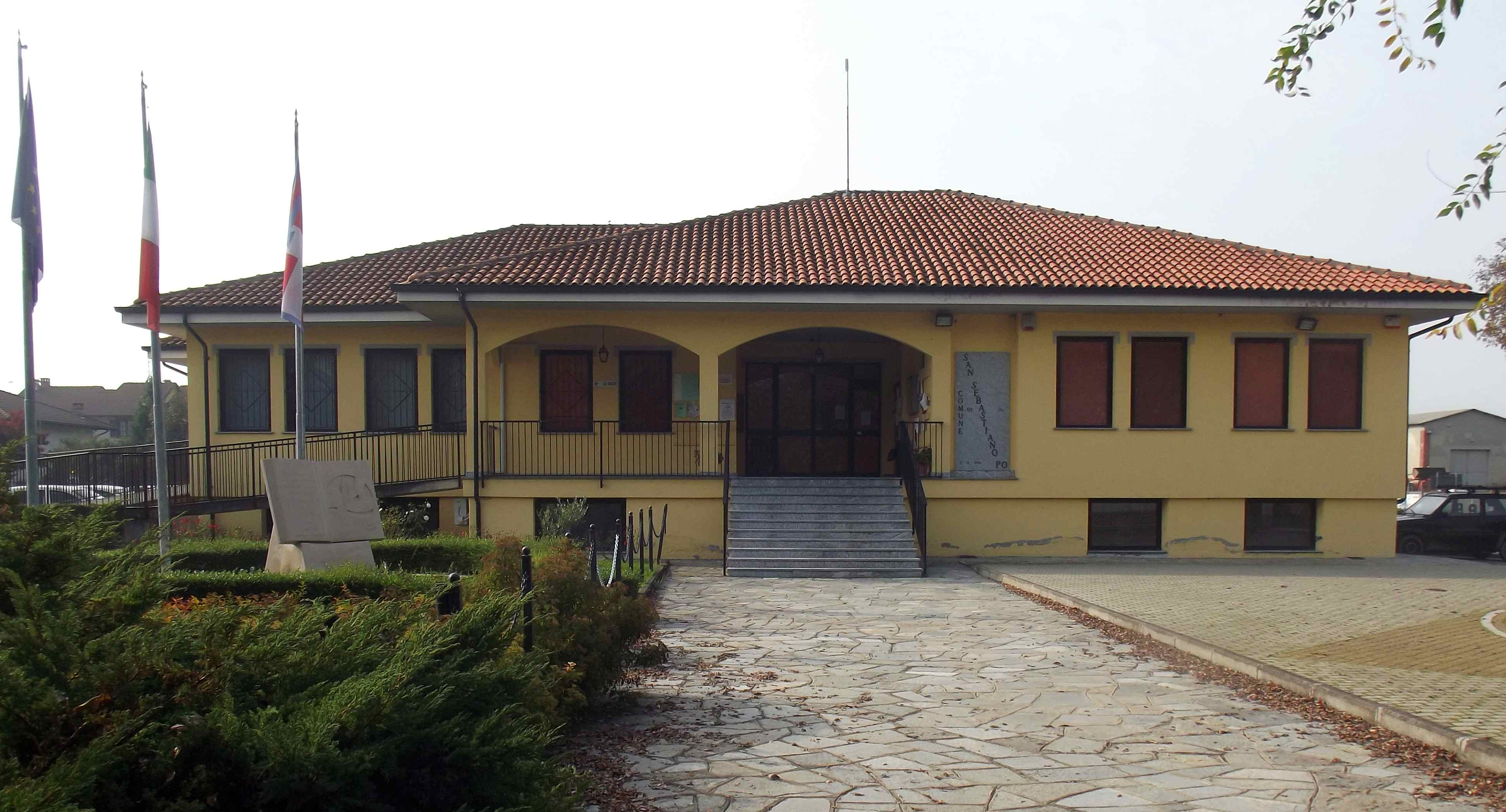
Il municipio
Lo stemma concesso nel 1933, inclusivo di Capo del Littorio (poi abraso alla caduta del regime).